# أبراهام متري الرحباني
 أبراهام ديميتري الرحباني  (بالإنجليزية: Abraham Mitrie Rihbany)‏ المعروف باسم أبراهام متري الرحباني بالعربية  عالم  لاهوتي وعالم لغة ومؤرخ أمريكي من  أصل لبناني أرثودكسي.
كان الرحباني غارقًا بالديون وعلى وشك الإفلاس عند وصوله إلى نيويورك. وقد شق طريقه ليصبح رجل دين محترم وقائد مجتمع معترف به وطنيًا. يعتبر كتابه الشهير «المسيح السوري» ذا تأثير كبير بسبب شرحه للخلفية الثقافية لبعض المواقف وأساليب التعبير الموجودة في الأناجيل، وما زالت الشروحات تذكر في الدراسات الكتابية واللغويات الاجتماعية.

## الحياة الشخصية والمؤلفات
ولد رحباني في مدينة شوير في جبل لبنان والتي كانت تعد جزءًا من سوريا العثمانية، والتي هي اليوم في لبنان. في سن التاسعة، عمل في تقطيع الحجارة، والتحق في سن السابعة عشر بالمدرسة المشيخية الأمريكية في سوق الغرب، وتابع تعليمه الثانوي في عامين من الدراسة ليصبح معلمًا في فترة قصيرة. وأصبح  مشيخيًا على الرغم من انتساب عائلته الطويل في امتداده إلى بطريركية أنطاكية وسائر المشرق للروم الأرثوذكس.
هاجر رحباني في العام 1891 إلى الولايات المتحدة الأمريكية، وعمل في مدينة نيويورك محررًا لصحيفة كوكب أميركا والتي تعتبر أول صحيفة تصدر باللغة العربية في أمريكا الشمالية. وغادر نيويورك في العام 1893 مسافرًا عبر الغرب الأوسط بغرض الدراسة في جامعة مانشستر في إنديانا عام 1894 وجامعة أوهايو ويسليان بين الأعوام 1895-1896، وألقى في جولاته محاضرات للكنائس حول ثقافة الأراضي المقدسة كمفتاح  للكتاب المقدس، وقام بتأجيل دراسته إلى أجل غير مسمىً بعد أن عُرض عليه منصب قس أبرشي مقيم في  مورينسي-ميشيغان. بعد ذلك شغل منصب قس لعامين في
ماونت بليزانت (ميشيغان)، ولمدة تسع سنوات في توليدو (أوهايو)، وانتهى به المطاف في كنيسة الحواريين وهي كنيسة  موحدة في بوسطن-ماساتشوستس.
ويعتبر كتابه الأول «رحلة بعيدة» الذي نشر عام 1913 سردًا لحياته في سوريا وأمريكا، وقام ناشره بترويج الكتاب باعتباره برجًا عبر آلاف السنين التي تفصل بين تركيا والولايات المتحدة.
ووثقت أفكاره حول أهمية ثقافة شرق البحر الأبيض المتوسط من أجل فهم الأناجيل في سلسلة مقالات نشرت في  مجلة ذا أتلانتيك الشهرية. وفي العام 1916، نشر كتاب له تحت عنوان المسيح السوري ومر بالعديد من الطبعات الأمريكية والبريطانية حتى العام1937، وقد تُرجم إلى الألمانية. وتمت ترجمته مؤخرًا إلى اللغة العربية وأعيد إصداره باللغة الإنجليزية.
أثناء الحرب العالمية الأولى، بدأ رحباني الكتابة عن القضايا السياسية. وقدم في كتابه «أميركا المغوارة والسيد المسيح» الذي نشر في عام 1917 حجة للتدخل الأمريكي في تحرير وطن يسوع من الحكم العثماني. وفي العام التالي، قام بإصدار «أميركا تنقذ الشرق الأدنى» الذي بيعت منه ثلاث طبعات خلال اثني عشر شهرًا، وروج الوصاية الأمريكية على جمهورية اتحادية سورية مستقلة. كان رحباني يعتقد أن أمريكا وقفت لوحدها في وجه الافتقار إلى الطموح الإمبراطوري في المنطقة، وأنها كانت مجهزة بشكل فريد لإعادة تشكيل المنطقة بحلة تقدمية. وبسبب هذا الكتاب تمكن من حضور  مؤتمر باريس للسلام عام 1919، وانضم كمترجم إلى حاشية الأمير فيصل الأول زعيم الوفد العربي. وظهرت دولة سورية كبرى تحت مسمى المملكة العربية السورية لفترة وجيزة تحت حكم فيصل الأول قبل فرض الانتداب الفرنسي على سوريا ولبنان في العام 1920. وشارك رحباني في مؤتمر السلام بكتاب «رجال حكماء من الشرق ورجال حكماء من الغرب» والذي نشر بشكل جزئي في مجلة هاربر في شهر كانون الأول من العام 1921 قبل إصداره ككتاب.
وأثناء الترويج للأفكار القومية العربية والمناهضة للصهيونية، لم يتوقف رحباني عن كتابة الكتيبات الدينية لجمعية الموحدين الأمريكيين، بالإضافة إلى أعمال ضرورية للتفكير الروحي. وقد علق أحد القراء البريطانيين الذين قرأوا «سبع أيام مع الرب» مشيدًا برؤيته الروحية القوية وحماس الفكر الكبير.
توفي رحباني في ستامفورد- كونيتيكت في عام 1944.

## قائمة كتبه
· رحلة بعيدة. لندن: كونستابل؛ بوسطن ونيويورك: هوتون ميفلين، 1914.
· المسيح السوري. بوسطن: هوتون ميفلين، 1916. أعيد إصدارها من قبل دار كيسنغر للنشر. 2006. ISBN 978-1-4286-1741-4.
· أميركا المغوارة والسيد المسيح. بوسطن ونيويورك: هوتون ميفلين، 1917.
· أمريكا تنقذ الشرق الأدنى. بوسطن: بيكن للنشر، 1918.
· كنز رسمولا الخفي. بوسطن ونيويورك: هوتون ميفلين، 1920.
· رجال حكماء من الشرق ورجال حكماء من الغرب. بوسطن ونيويورك: هوتون ميفلين، 1922.
· قصة المسيح للبنين والبنات، التي رسمها غوستاف تينغرن. بوسطن ونيويورك: هوتون ميفلين، 1923.
· سبع أيام مع الرب. بوسطن ونيويورك: هوتون ميفلين، 1926.
· التفسيرات الخمسة ليسوع. بوسطن: هوتون ميفلين، 1940.